# Acondicionador (embalaje)
En embalaje, se llama acondicionador a la pieza de cartón o de otro material (plástico, EPS, etcétera) que tiene por objeto proteger o inmovilizar el producto dentro de la caja.
El acondicionador se adapta a la forma y dimensiones del producto o del embalaje haciendo en ocasiones funciones de mero separador evitando el roce entre productos y en otras, de elemento de relleno y fijación para impedir su movimiento.
- Datos: Q5656749